# Nalini Joshi

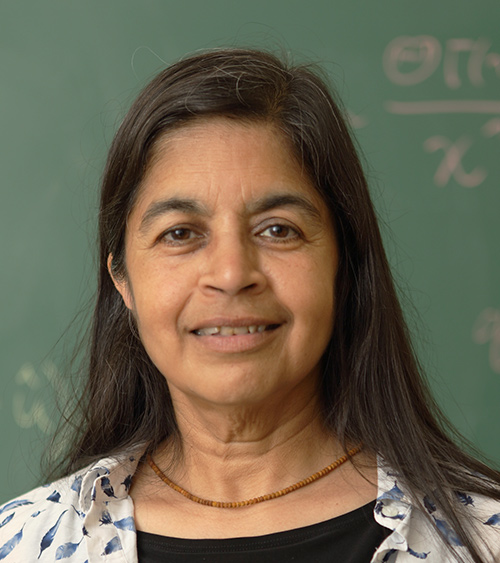
Nalini Joshi 2014

Nalini Joshi AO (geb. vor 1981 in Burma) ist eine australische Mathematikerin, die sich mit partiellen Differentialgleichungen befasst.
Joshi studierte an der University of Sydney mit dem Bachelor-Abschluss 1981 und an der Princeton University mit dem Master-Abschluss 1984 und der Promotion bei Martin Kruskal 1986 (The Connection Problem for the First and Second Painleve Transcendents).  Als Post-Doktorandin war sie an der Australian National University, an der sie 1988 Lecturer wurde. 1990 wurde sie Lecturer und 1994 Senior Lecturer an der University of New South Wales und 1998 Associate Professor (Reader) an der University of Adelaide. 2002 wurde sie Professorin für Angewandte Mathematik an der University of Sydney. 2006 bis 2013 war sie dort Direktorin des Center for Mathematical Biology und 2007 bis 2009 leitete sie die School of Mathematics and Physics.
Sie befasst sich mit integrablen nichtlinearen partiellen Differentialgleichungen (und Differenzengleichungen), besonders von Painlevé-Gleichungen.
2008 wurde sie Fellow der Australian Academy of Sciences. 2008 bis 2010 war sie Präsidentin der Australian Mathematical Society. 2015 war sie Hardy Fellow der London Mathematical Society. Für herausragende Verdienste um die mathematischen Wissenschaften und die Hochschulbildung als Akademikerin, Autorin und Forscherin, für Fachgesellschaften und als Vorbild und Mentorin für junge Mathematiker wurde sie 2016 zum Officer des Order of Australia ernannt. 2020 erhielt sie die George Szekeres Medal der Australian Mathematical Society.

## Schriften (Auswahl)
- mit  J. Hietarinta, F.W. Nijhoff: Discrete systems and integrability, Cambridge UP 2016